# Aber du weißt den Weg für mich
Aber du weißt den Weg für mich ist ein durch die Communauté de Taizé geschriebenes Kirchenlied. Der Text geht auf ein von Dietrich Bonhoeffer geschriebenes Morgengebet zurück.

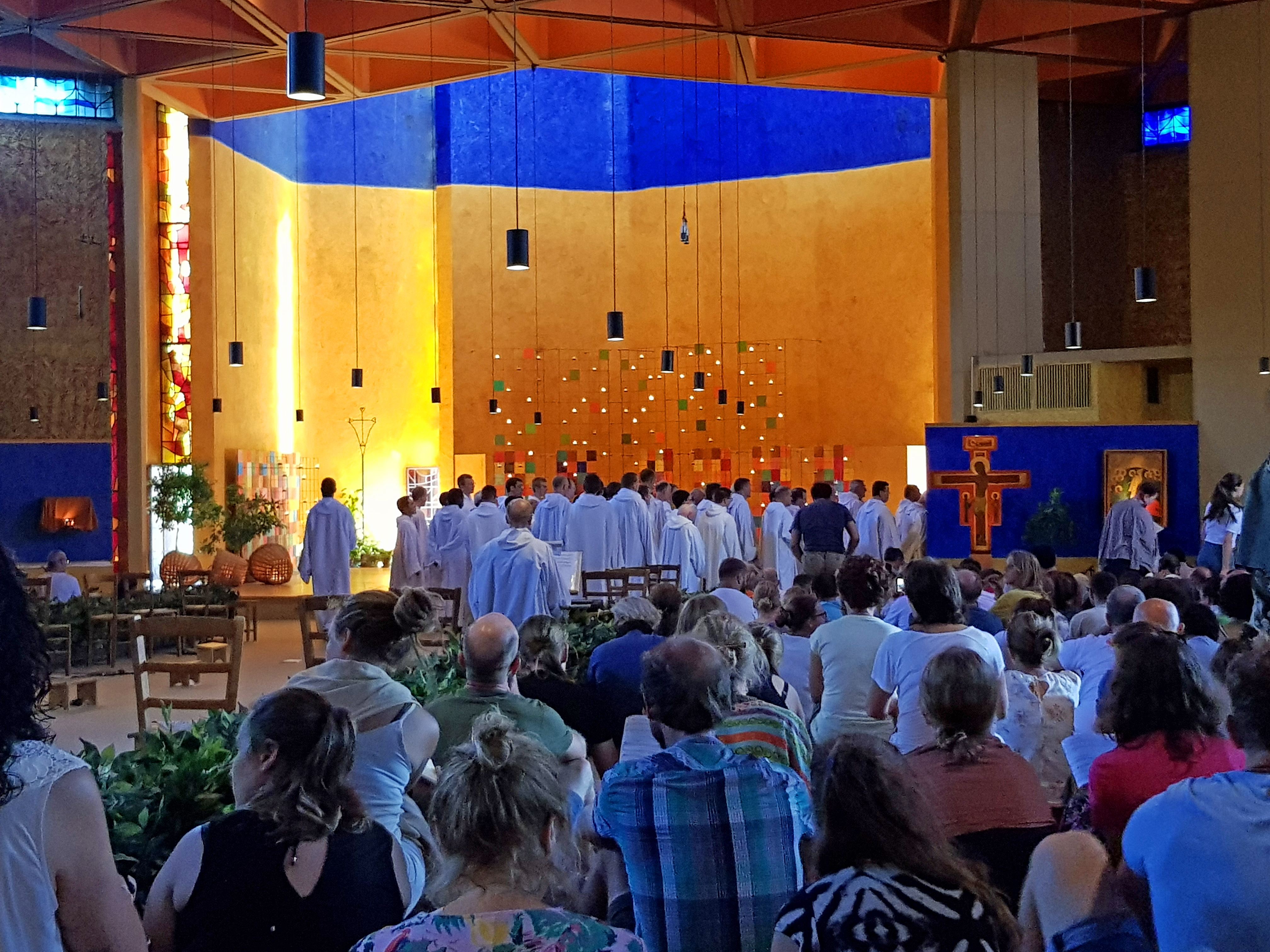
Das Lied wird oft in der Kirche der Versöhnung von Taizé gesungen

## Text
Gott, lass meine Gedanken sich sammeln zu dir

Bei dir ist das Licht, du vergisst mich nicht.

Bei dir ist die Hilfe bei dir ist die Geduld.

Ich verstehe deine Wege nicht, aber du weißt den Weg für mich.

## Form
Das Lied ist ein für die Gemeinschaft von Taizé charakteristischer, vierstimmiger Kurzgesang. Das Lied wird in meditativer Weise unverändert wiederholt gesungen. Es kann von Sologesängen unterstützt werden.
Es gibt eine Reihe von Notensätzen für Instrumente: Keyboard, Gitarre, Flöte, Oboe, Oboe-Klarinette, Cello und Fagott.
Im aktuellen Liedheft ist es unter der Nummer 139 zu finden.
Das Lied ist neben in Deutsch noch in zwei weiteren Sprachen singbar: italienisch (Ma tu conosci) und japanisch.

## Geschichte und Ausbreitung
Das Lied unterliegt dem Copyright von „Ateliers et Presses de Taizé“, ist also keinem namentlich bekannten Komponisten zuzuordnen. Dies ist bei vielen neueren Taizé-Liedern der Fall. Es wurde im Jahr 2000 veröffentlicht
Das Lied ist mehrfach vertont worden, so auf den Taizé-CDs: „Music Of Unity And Peace“ (1. Januar 2014), „Mane nobiscum“ (15. März 2010), „Taizé – Instrumental 3“ (1. Juli 2010) sowie auf dem Album „Gott stärke dich“ (Studiochor Bergneustadt, 13. Juni 2014).